# Nemcia
Nemcia là một chi thực vật có hoa trong họ Đậu.